# 중앙로 (영양군)
 중앙로(Jungang-ro)
)는 경상북도 영양군 영양읍 양평교차로에서 주치재까지 연결하는 도로이다.

## 주요 경유지
경상북도
- 영양군 (영양읍)

## 노선
| 이름         | 접속 노선                     | 소재지 | 소재지 | 비고 |
| ------------ | ----------------------------- | ------ | ------ | ---- |
| 양평 교차로  | 국도 제31호선 (영양로)        | 영양군 | 영암읍 |      |
| 우체국사거리 | 지방도 제920호선 (석영로)     | 영양군 | 영암읍 |      |
| 농협사거리   | 지방도 제918호선 (영양청수로) | 영양군 | 영암읍 |      |
| 영동교       |                               | 영양군 | 영암읍 |      |
| 주치재       | 국도 제31호선 (영양로)        | 영양군 | 영암읍 |      |

## 주요 건물 및 시설
- 대봉종합카센터 (중앙로 76/서부리 165-3)
- 알뜰 영양주유소 (중앙로 78/서부리 164-1)
- 영양우체국(중앙로 90/서부리 158-1)
- 영양중학교(중앙로 81/서부리 540)
- 영양고등학교(중앙로 81/서부리 540)
- CU영양점 (중앙로 108/서부로  249-1)
- CU영양창생점 (중앙로 132/서부리 219-2)
- Tworld 영양대리점 본점 (중앙로 135/서부리 632-1)
- 농협 영양농협 본점 (중앙로 140/서부리 326-1)
- 한국국토정보공사 청송영송지사 (중앙로 143/서부리 330-4)
- 차마당카센터 (중앙로 154/동부리 543-5)